# 김기현 (프로게이머)
김기현(1993년 6월 6일 ~ )은 대한민국의 전직 스타크래프트, 스타크래프트 II 프로게이머이다. 종족은 테란이며, 아이디는 Reality이다.

## 개요
2009년 상반기 드래프트에서 삼성전자 칸의 추천선수로 입단하였다.
2011년 신한은행 프로리그 10-11에서 이영호, 정명훈 등을 잇달아 격파, 인상적인 플레이를 보여주며 앞으로의 테란의 유망주로 평가받고 있다.
2011년 6월 25일 MBC게임 히어로전에서 박수범을 상대로 완벽한 플레이를 선보이며 포모스 평점 S를 받았다. 다만 토스전이 많이 취약한 편이다.
2014년 1월 5일 SK텔레콤 프로리그에서 CJ의 신동원 상대로 우주정거장 맵에서 메카닉에 대한 보여주면서 최고의 메카닉을 자랑했다.
2014년 2월 10일 프로리그에서 김민철 상대로 2시간이라는 최장전의 기록을 세웠다.
2014년 9월 30일부로 삼성 갤럭시는 김기현과 재계약하지 않기로 했다.
2015년 2월 27일 친정팀 삼성 갤럭시 복귀를 공식 발표했다.
2016년 10월 삼성 갤럭시의 스타크래프트 II 종목 팀 해체로 무소속 신분이 되었다.
2017년 4월 28일 공식적으로 은퇴했다.

## 2012 WCS 예선 KeSPA 소속 프로게이머의 유일한 진출 선수
2012년 7월 23일, 신도림 인텔 e스타디움에서 진행된 2012 월드 챔피언십 시리즈에서 김기현은 정우준, 최경민, 강동현, 김민혁을 꺾고 KeSPA 소속의 프로게이머로서는 유일하게 예선을 거쳐 본선에 진출하였다.

## 주요 기록

### 전적
통산전적 (13.05.20 기준, 스타2 전적포함)
|             | 경기 | 승-패 | 승률  |
| ----------- | ---- | ----- | ----- |
| 대 테란     | 42   | 20–22 | 47.6% |
| 대 저그     | 31   | 13–18 | 41.9% |
| 대 프로토스 | 40   | 18–22 | 45.0% |
| 총합        | 113  | 51–62 | 45.1% |

### 수상 경력

#### 스타크래프트
- 2008년 5월 제40회 스타크래프트 준프로게이머 선발전 입상
- 2009년 10월 EVER 스타리그 2009 36강
- 2011년 4월 ABC마트 MSL 2011 16강

#### 스타크래프트 II
- 2013년 2월 핫식스 2013 글로벌 스타크래프트 II 리그 시즌 1 Code A 48강
- 2013년 7월 2013 WCS 코리아 시즌 2 챌린저리그 12강
- 2013년 8월 2013 WCS 코리아 시즌 3 조군샵 글로벌 스타크래프트 II 리그 32강
- 2013년 10월 2013 WCS 코리아 시즌 3 챌린저리그 12강
- 2014년 1월 2014 WCS 코리아 시즌 1 핫식스 글로벌 스타크래프트 II 리그 코드 A 48강
- 2014년 4월 2014 WCS 코리아 시즌 2 핫식스 글로벌 스타크래프트 II 리그 코드 A 48강
- 2014년 5월 Fragbite Masters 2014 Spring 16강
- 2014년 8월 2014 WCS 코리아 시즌 3 핫식스 글로벌 스타크래프트 II 리그 코드 S 16강
- 2014년 9월 2014 KeSPA컵 16강
- 2014년 11월 PughCraft Invitational #2 32강
- 2015년 9월 2015 DreamHack Open: Stockholm 4강
- 2015년 12월 2016 핫식스 글로벌 스타크래프트 II 리그 프리시즌 1주차 8강
- 2015년 12월 2016 핫식스 글로벌 스타크래프트 II 리그 프리시즌 2주차 16강
- 2016년 1월 2016 핫식스 글로벌 스타크래프트 II 리그 시즌 1 코드 A 60강
- 2016년 3월 Ting Open 8강
- 2016년 6월 2016 핫식스 글로벌 스타크래프트 II 리그 시즌 2 코드 A 48강
- 2016년 6월 스타크래프트 II 스타리그 2016 시즌 2 16강